# Kanoroba
Kanoroba este o comună din regiunea Savanes, Coasta de Fildeș.